# Teodoro de Faria
Teodoro de Faria GOIH (Funchal, 24 de Agosto de 1930) é um bispo católico português.

## Biografia
Foi ordenado padre, na diocese do Funchal, em 22 de Setembro de 1956, vindo a ser ordenado Bispo do Funchal no ano de 1982, entrando ao serviço da diocese a 16 de Maio desse mesmo ano. D. Teodoro de Faria solicitou ao Papa Bento XVI a sua resignação, por limite de idade, em 2006.
A 6 de Junho de 2008 foi feito Grande-Oficial da Ordem do Infante D. Henrique.
Aquando da detenção do padre Frederico Cunha, D. Teodoro de Faria protestou, descrevendo-o como "inocente como Jesus Cristo", também ele atacado injustamente pelos judeus.